# Alloperla caddo
Alloperla caddo är en bäcksländeart som beskrevs av Edward Bagnall Poulton och Stewart 1987. Alloperla caddo ingår i släktet Alloperla och familjen blekbäcksländor. Inga underarter finns listade i Catalogue of Life.